# Prudencio Norales
Prudencio Norales Martínez (Puerto Cortés; 20 de abril de 1956) es un centrocampista de fútbol retirado que jugó para Honduras en la Copa Mundial de España 1982.
Desde 2005, es miembro de la Cruz Roja Hondureña, donde conduce una ambulancia.

## Trayectoria
Apodado como Tecate, jugó para el CD Olimpia. Es uno de los pocos jugadores que marcó cuatro goles en un partido de la liga hondureña, ante el Atlético Portuario en octubre de 1979.
Marcó 88 goles en total en la Liga de Honduras e hizo el gol número 500 en liga de la historia del Olimpia el 22 de julio de 1979, también contra el Atlético Portuario.

## Selección nacional
Jugó en el Campeonato Mundial Juvenil de la FIFA de 1977, donde marcó el gol de la victoria en su primer partido contra Marruecos.
Ha representado a Honduras en 5 juegos de clasificación para la Copa Mundial y jugó en 2 partidos en la Copa Mundial de 1982.

### Participaciones en Copas del Mundo
| Mundial                                | Sede   | Resultado    |
| -------------------------------------- | ------ | ------------ |
| Copa Mundial de Fútbol Juvenil de 1977 | Túnez  | Primera fase |
| Copa Mundial de Fútbol de 1982         | España | Primera fase |

## Clubes
| Club              | País     | Año       |
| ----------------- | -------- | --------- |
| CD Olimpia        | Honduras | 1977-1989 |
| CD Curazao        | Honduras | 1989-1990 |
| Súper Estrella FC | Honduras | 1990-1991 |
| Atlético Indio    | Honduras | 1991-1992 |

## Palmarés

### Títulos nacionales
| Título        | Equipo  | País     | Año     |
| ------------- | ------- | -------- | ------- |
| Liga Nacional | Olimpia | Honduras | 1977-78 |
| Liga Nacional | Olimpia | Honduras | 1982-83 |
| Liga Nacional | Olimpia | Honduras | 1984-85 |
| Liga Nacional | Olimpia | Honduras | 1986-87 |
| Liga Nacional | Olimpia | Honduras | 1987-88 |
| Liga Nacional | Olimpia | Honduras | 1989-90 |

### Títulos internacionales
| Título                                | Equipo (*) | País     | Año  |
| ------------------------------------- | ---------- | -------- | ---- |
| Campeonato de Naciones de la Concacaf | Honduras   | Honduras | 1981 |
| Copa de Campeones de la Concacaf      | Olimpia    | Honduras | 1988 |

(*) Incluyendo la selección.

### Distinciones individuales
| Distinción                                      | Año     |
| ----------------------------------------------- | ------- |
| Máximo goleador de la Liga Nacional de Honduras | 1979-80 |